# Ville libre de Cracovie
Pour les articles homonymes, voir République de Pologne.
1815–1846
Entités précédentes :
- Duché de Varsovie

Entités suivantes :
- Grand-duché de Cracovie (inclus dans l'empire d'Autriche)

La ville libre de Cracovie (en polonais : Wolne Miasto Kraków), aussi appelée république de Cracovie (en polonais : Rzeczpospolita Krakowska), est un État créé en 1815 par le congrès de Vienne, jusqu’en 1846 sous la tutelle de l'empire russe, du royaume de Prusse et de l’empire d'Autriche, annexée par l'Autriche à la suite de l'insurrection de 1846.

## Histoire
C'est la seule région du duché de Varsovie qui subsiste en 1815 dans une relative autonomie, le reste étant attribué principalement à la Russie (royaume de Pologne), secondairement à la Prusse (grand-duché de Posen (Poznań)).
La ville libre naît officiellement le 3 mai 1815 et est placée sous la protection des trois puissances responsables des partages de la Pologne à la fin du XVIIIe siècle. Elle est formée de la ville de Cracovie et de sa périphérie (1 164 km2). Elle compte alors 96 000 habitants, principalement des Polonais, dont 25 000 citadins.
Elle reçoit une constitution qui lui assure une certaine autonomie. La république de Cracovie affirme une certaine originalité : abolition du servage, liberté de parole et de réunion, interdiction pour les autorités de confisquer des biens, interdiction des arrestations arbitraires. Le pouvoir législatif est exercé par une Assemblée des représentants de la ville, des villages, de l’université, de l’Église et de la Justice. Le pouvoir exécutif est exercé par le Sénat (13 membres : le président et 8 sénateurs choisis par l’Assemblée des représentants, 2 sénateurs nommés par l’Église, 2 sénateurs désignés par l’Université). Les lois s’inspirent du Code Napoléon, Code civil français, en vigueur dans le duché de Varsovie depuis 1808. La langue officielle est le polonais. La ville libre peut commercer sans droits de douane avec la Russie, la Prusse et l’Autriche. L’université Jagellonne peut accepter des étudiants venant des territoires polonais sous le contrôle de la Russie, de la Prusse et de l’Autriche.
Pendant l'insurrection de 1830-1831, Cracovie sert de base arrière aux patriotes du royaume de Pologne, qui peuvent ainsi recevoir des armes. Après l’échec de cette insurrection, la Ville libre perd rapidement son autonomie, de plus en plus de restrictions étant apportées à la constitution. De 1836 à 1841, Cracovie est occupée par l’armée autrichienne.
En 1846, la ville se soulève contre les occupants autrichiens,, mais l’insurrection est rapidement matée et l’Autriche annexe le territoire de Cracovie le 6 novembre 1846.